# 插入記號
插入記號（^，發音： /ˈkærət/，又稱脫字符），是個倒 V 形的字素。^ 是ASCII碼位5Ehex或其他字元集稱為帽子（hat）、控制符（control）又或上箭頭（uparrow）的移格字元。其也可代表山形符號、邏輯異或符號、幂、尖牙、指標（Pascal語言）或「楔子」。此字元不論在 ASCII 或 Unicode 都代表揚抑符（因其歷來在 overstrike 的作用），虽然它的ASCII字符名字叫做caret，但实际是作为circumflex或者overstrike字符；而排版时所称的caret則代表另一個相似但位於下方的 Unicode 字元：U+2038 ‸ CARET。
此外還有一個帶斜線的下方變形字元：U+2041 ⁁ CARET INSERTION POINT。不要將 ^ 和揚抑符和其他山形字元，例如 U+028C ʌ LATIN LETTER TURNED V 或 U+2227 ∧ LOGICAL AND（邏輯與） 搞混。

## 來源

### 校对字符
作为排版校对符号，脱字符放在字符下方，与(英文的)逗号相近的水平位置，表示脱漏的字符、词组在此处插入；也可以放在字符的上方，单撇号（apostrophe）相近的水平位置，呈“U+02C7 ˇ ”字形。

### 揚抑符
打字機有其上標變型；其在法文和葡萄牙文等用作揚抑符。其通常是個死鍵。
到了電腦時代，1963年的原版 ASCII 標準預留了 5Ehex 碼位用作上箭頭 (↑)。但在1965年的 ECMA-6 標準變成揚抑符 (^)，同時也用作附加符號；兩年後的 ASCII 第二版也是這樣。因为在当时，大型机与小型机的典型输出设备是电传打字机，使用该字符可以打印出带揚抑符的字母。到了显示器成为典型输出设备的时代，带有各种预组字符（Precomposed character）的字符集，如ISO/IEC 8859-1，大行其道。这时专门用作揚抑符失去了其意义，于是该字符的字形变得更大，作为其它用途。

## 其他用途

### 程式語言
很多程式語言都有用到 ^。其可代表冪、邏輯異或（XOR）運算符、字串串接、以脱字符表示法来表達控制字元等等。
正则表达式中，该字符表示字符串或者一行的开始。如果它开始了一个字符类的定义，则表示该字符类的补集被匹配。
Pascal中表示一个指针及其解引用。
Go语言表示按位非操作符。
Smalltalk中获取函数的返回语句。在一个方法中，^ 1将使得该方法退出并返回数1.
C++/CLI中，.NET引用类型的访问通过一个句柄（"handle"）, 使用新的语法ClassName^代替ClassName*。
C++ 支持 xor (用作 "^")与xor_eq (for "^=")，以避免该字符连用。

### 上標代表符和冪
在數學，當無法使用上標字時，^ 代表冪 (例如 3^5 代表 {\displaystyle 3^{5}})。
在TeX排版时，该字符表示上标。

### 转义字符
DOS家族的指令直譯程式 cmd.exe，以 ^作为转义字符来表示关键字。例如：
```
C:\>
 
ECHO
 Show greater than: 
^>
 pipe: 
^|
 less than: 
^<
 caret: 
^^
 and 
^%
TMP
^%
 and 
^&

Show greater than: >
 pipe: 
|
 less than: 
<
 caret: 
^ 
and 
%TMP%
 and 
&

```

### 序數指示符
在意大利文，^ 有時用來代表序數指示符。

### 簽名記號
在 Twitter 等社交網站，在字詞之前的 ^ 代表群組帳號之中的個人簽名，以分辨個別用戶的輸入。

### 上箭頭
在網路論壇或Facebook等社交網站，或在網絡聊天，在某個貼文之下或之後可加上一個或一串 ^，代表上箭頭，意思是叫人看看原文。

## 另見
- 游標
- 抑扬符
- 揚抑符
- Λ
- 邏輯與
- 倒 v